# Фоулер, Джоанна
Джоанна Фоулер (Joanna S. Fowler; род. 9 августа 1942, Майами, Флорида) — американский химик, специалист по ядерной медицине. Эмерит-сотрудник Брукхейвенской национальной лаборатории, член Национальной АН США (2003).
Удостоена Национальной научной медали (2008). Внесла значительный вклад в исследования мозга и понимание таких болезней, как наркомания.
В 1976 году вместе с коллегами синтезировала ФДГ.

## Биография
Окончила Южно-Флоридский университет (бакалавр химии, 1964). В 1967 году в Колорадском университете получила степень доктора философии по химии. Затем проводила постдокторские исследования в английском Университете Восточной Англии и Брукхейвенской национальной лаборатории, в 1969 году поступила в штат последней, связав с ней всю последующую жизнь, ныне её эмерит-сотрудник.
Также работает в Icahn School of Medicine at Mount Sinai и Университете штата Нью-Йорк в Стоуни-Брук.
Опубликовала около 350 рецензированных статей, имеет восемь патентов.

## Награды и отличия
- Esselen Award for Chemistry in the Public Interest, Американское химическое общество (1988)
- Paul Aebersold Award, Society of Nuclear Medicine[англ.] (1997)
- Премия Эрнеста Лоуренса министерства энергетики (1998)
- Garvan–Olin Medal[англ.], Американское химическое общество (1998)
- Alfred P. Wolf Award, Society of Nuclear Imaging in Drug Development (2000)
- Glenn T. Seaborg Award for Nuclear Chemistry[нем.], Американское химическое общество (2002)
- Distinguished Basic Scientist award, Academy of Moleculer Imaging (2005)
- Distinguished Scientist Fellowship, Department of Energy’s (DOE) Office of Science[англ.] (2005, первый удостоенный)[4]
- New York State Senate Woman of Distinction Award (2006)[5]
- Национальная научная медаль (2008)[1]
- NAS Award in Chemical Sciences[англ.] (2009)
- Введена в Long Island Technology Hall of Fame (2009)[6]
- Distinguished Women in Chemistry Award, Американское химическое общество (2011)[3]